# 埃里克·科席克
埃里克·科席克（德語：Erich Koschik，1913年1月3日—1985年7月21日），德国男子皮划艇运动员。他曾代表德国参加1936年夏季奥林匹克运动会皮划艇比赛，获得男子单人划艇1000米铜牌。